# 渡辺孝博
渡辺 孝博（わたなべ たかひろ、1946年7月21日 - ）はヤクルトアトムズ・ヤクルトスワローズに所属した元プロ野球選手（投手）。東京都立川市出身。

## 来歴・人物

### プロ入り前
東京都立八王子工業高等学校から1965年に東海大学へ進学すると、1964年に創設された首都大学野球のリーグ戦で、1学年後輩の上田二郎投手と共に活躍。在学中に7度のリーグ優勝を果たしたほか、全日本大学野球選手権大会でも準決勝に2度進出した。在学中には、リーグ戦で通算40試合に登板。26勝3敗、防御率0.86、213奪三振を記録したほか、最高殊勲選手に3回、最優秀投手に2回、ベストナインに3回選ばれている。
さらに、大学4年時の1968年に催された明治維新百年記念明治神宮野球大会では、上田とともに首都大学選抜チームのエースとして出場。東都大学選抜チームとの準決勝で先発を任されると、大橋穣や内田順三などが並んだ打線を相手に勝利を収めた。なお、東京六大学選抜との決勝では、上田が1-0で完封勝利を収めている。
東海大学からの卒業後にエンジニアとして日立製作所へ入社すると、社内の硬式野球部で活躍。都市対抗野球大会では、1969年の第40回大会に日本鉱業日立の補強選手として出場したことを皮切りに、日立製作所のエースとして翌1970年から2年連続で登板を果たした。1971年の第42回大会では2勝を挙げたが、チームは新日鐵広畑との準々決勝で、山中正竹（住友金属からの補強選手）- 三沢淳による継投の前に完封負けを喫した。この大会でのチームメイトに、佐藤博や小野寺重之らがいた。大会後のNPBドラフト会議で、ヤクルトアトムズの5位指名を受け入団。

### プロ入り後
1972年には、4月13日の対中日ドラゴンズ戦（明治神宮野球場）で、救援投手として一軍公式戦にデビュー。4月30日に中日スタヂアムで催された同カードに先発すると、公式戦初勝利を完封で挙げた。1965年のプロ野球ドラフト会議開始以降にNPBの球団へ入った東京都立高校出身の投手が一軍公式戦で勝利を挙げた事例は、中日ドラゴンズの井手峻に続いて2人目。ただし、完封勝利は初めてで、東京都立総合工科高等学校出身の石川柊太が2020年に福岡ソフトバンクホークスで記録するまで48年間達成されなかった。
1973年には、前年に続いて先発ローテーションの一角に定着すると、一軍公式戦で自己最多の8勝を記録。
1974年に1勝8敗と大きく負け越した。
1975年には、先発と抑えを兼ねながら6勝2セーブを記録した。
1977年限りで現役を引退してからは、後継球団の東京ヤクルトスワローズが運営するジュニアチームのコーチを務めている。

## 選手としての特徴
投球フォームはアンダースローで、スライダー・シュート・カーブ・チェンジアップなどの変化球を駆使した冷静な投球術が持ち味。ヤクルトでは一軍公式戦で24勝しか挙げておらず、通算の防御率も4点台に近いが、完封勝利を5度記録している。奇しくも、渡辺より2年早く（東海大学卒業後の1970年に）阪神タイガースへ入団した上田も右のアンダースローで、渡辺より長くNPBで活躍した。

## 詳細情報

### 年度別投手成績
| 年 度    | 球 団    | 登 板 | 先 発 | 完 投 | 完 封 | 無 四 球 | 勝 利 | 敗 戦 | セ 丨 ブ | ホ 丨 ル ド | 勝 率 | 打 者 | 投 球 回 | 被 安 打 | 被 本 塁 打 | 与 四 球 | 敬 遠 | 与 死 球 | 奪 三 振 | 暴 投 | ボ 丨 ク | 失 点 | 自 責 点 | 防 御 率 | W H I P |
| -------- | -------- | ----- | ----- | ----- | ----- | -------- | ----- | ----- | -------- | ----------- | ----- | ----- | -------- | -------- | ----------- | -------- | ----- | -------- | -------- | ----- | -------- | ----- | -------- | -------- | ------- |
| 1972     | ヤクルト | 37    | 18    | 2     | 2     | 0        | 7     | 14    | --       | --          | .333  | 532   | 127.2    | 119      | 21          | 36       | 5     | 7        | 68       | 0     | 0        | 70    | 69       | 4.85     | 1.21    |
| 1973     | ヤクルト | 39    | 19    | 3     | 1     | 0        | 8     | 8     | --       | --          | .500  | 517   | 125.0    | 98       | 14          | 39       | 4     | 5        | 63       | 0     | 0        | 52    | 33       | 2.38     | 1.10    |
| 1974     | ヤクルト | 21    | 10    | 0     | 0     | 0        | 1     | 8     | 0        | --          | .111  | 289   | 69.1     | 74       | 18          | 16       | 1     | 1        | 38       | 0     | 1        | 44    | 39       | 5.09     | 1.30    |
| 1975     | ヤクルト | 34    | 19    | 2     | 1     | 0        | 6     | 6     | 2        | --          | .500  | 537   | 131.1    | 127      | 11          | 30       | 7     | 4        | 59       | 0     | 1        | 52    | 47       | 3.23     | 1.20    |
| 1976     | ヤクルト | 23    | 11    | 1     | 1     | 0        | 2     | 2     | 0        | --          | .500  | 329   | 76.1     | 100      | 16          | 10       | 0     | 4        | 35       | 1     | 0        | 46    | 42       | 4.97     | 1.44    |
| 1977     | ヤクルト | 3     | 0     | 0     | 0     | 0        | 0     | 0     | 0        | --          | ----  | 25    | 4.1      | 11       | 2           | 2        | 0     | 0        | 2        | 0     | 0        | 5     | 5        | 11.25    | 3.00    |
| 通算:6年 | 通算:6年 | 157   | 77    | 8     | 5     | 0        | 24    | 38    | 2        | --          | .387  | 2229  | 534.0    | 529      | 82          | 133      | 17    | 21       | 265      | 1     | 2        | 269   | 235      | 3.96     | 1.24    |

- 各年度の太字はリーグ最高

### 記録
- 初登板：1972年4月13日、対中日ドラゴンズ2回戦（明治神宮野球場）、9回表に2番手で救援登板・完了、1回無失点
- 初奪三振：同上、9回表に大島康徳から
- 初先発：1972年4月16日、対大洋ホエールズ1回戦（明治神宮野球場）、3回4失点で敗戦投手
- 初勝利・初完投勝利・初完封勝利：1972年4月30日、対中日ドラゴンズ5回戦（中日スタヂアム）
- 初セーブ：1975年10月4日、対大洋ホエールズ25回戦（明治神宮野球場）、9回表二死に2番手で救援登板・完了、1/3回無失点

### 背番号
- 16（1972年 - 1977年）